# 赛仓·罗桑华丹·却吉多杰
赛仓·罗桑华丹·却吉多杰（藏語：བསེ་ཚང་བློ་བཟང་དཔལ་ལྡན་ཆོས་ཀྱི་རྡོ་རྗེ།，威利转写：bse tshang blo bzang dpal ldan chos kyi rdo rje，1938年—）藏族，青海省同仁市人，夏河县德尔隆寺第六世赛仓活佛、教授。

## 生平
1952年，赛仓活佛赴西藏学习，入哲蚌寺闻思学院。1957年，当选为甘肃省佛教协会副会长。1960年，入甘肃省政治学院学习。1962年起，在甘南藏族自治州任职，历任甘南藏族自治州政协常委、副主席，甘肃省政协常委、甘肃省佛教协会副主席等职。1979年起，在刚恢复藏语文教学的甘南藏族自治州民族学校（现甘南藏族自治州中等专业学校）、中央民族学院等校任教，并为新建的中国藏语系高级佛学院编著教材。他还遵十世班禅之嘱托，担任中国藏语系高级佛学院客座教授，每年赴北京为来自各藏区的学员授课。1984年，参与筹建合作民族师范高等专科学校，并出任副校长兼藏语系主任、藏语言文学专业教授。他还担任西北民族大学客座教授。

## 著作
- 《诗学修辞明鉴》